# Sarah McPhee
Sarah Eddy McPhee, född 17 april 1954 i Hastings-on-Hudson, är en svensk-amerikansk företagsledare, styrelse- och finansperson. McPhee är styrelseordförande i Fjärde AP-fonden, Houdini Sportswear och SNS och styrelsemedlem i Bure Equity, Klarna,  Axel Johnson Inc. McPhee blev år 2019 utsedd till Sveriges mäktigaste kvinna i kategorin Styrelseproffs av Veckans Affärer. Mellan åren 2008 och 2015 var hon VD för SPP Group, Storebrand.

## Biografi
Sarah McPhee föddes i Hastings-on-Hudson, New York medan hennes far doktorerade vid Columbia University, men växte till största delen upp i Colorado. McPhee gick ut grundskolan från Colorado Springs School for Girls i Colorado Springs, USA och studerade efter det statsvetenskap vid L’Institute d’Études Politiques, Paris, Frankrike. Hon innehar en kandidatexamen i europeisk historia (Magna Cum Laude) från Wesleyan University, Connecticut, USA, en magisterexamen i latinamerikanska studier från Stanford University i Kalifornien, samt en civilekonomexamen från Handelshögskolan i Stockholm.
McPhee yrkeskarriär började på FN i Mocambique där hon arbetade som programchef. 1981 flyttade hon till Sverige och efter studier vid Handelshögskolan  i Stockholm började hon som kreditanalytiker vid Handelsbanken. Därefter följde arbete som direktör inom Financial Services Management Consulting på PricewaterhouseCoopers, Head of Group Risk Management (Market Risk Control) på Handelsbanken, nordisk kredit- och riskchef på GE Capital, chef för Affärs- och Riskkontroll/Projektansvarig ALM och referensportfölj på Fjärde AP-fonden och vice VD och kapitalförvaltningschef på AMF. 
Sarah McPhee tillträdde som vd för SPP Livförsäkring i slutet av 2008, samtidigt som bolaget skulle integreras med den nya ägaren Storebrand. Under McPhees ledning ställde bland annat SPP om och inkorporerade hållbarhet och jämställdhet i kärnverksamheten, bland annat infördes hållbarhetskriterier i hela fondutbudet. Under sin tid som VD fick Sarah McPhee både utmärkelser som Årets VD, Årets Chef och Sveriges tredje Miljömäktigaste. McPhee gick i pension från SPP 2015 och efterträddes av Staffan Hansén. 
År 2015 föreslogs och valdes Sarah McPhee till ordförande i Studieförbundet Näringsliv och Samhälle (SNS), där hon suttit i styrelsen sedan 2013. Samma år valdes hon in i Klarnas styrelse, då betaltjänstföretaget stod inför sin USA-lansering. 2016 valdes McPhee till ordförande för Fjärde AP-fonden, en av de allmänna pensionsfonderna som har till uppgift att dels utjämna svängningarna mellan pensionsavgifter och pensioner och dels att bidra med avkastning till pensionssystemet på längre sikt. 
Sarah McPhee har engagerat sig i frågor kring hållbarhet, mångfald och inkludering  och grundade under våren 2017 företaget Clusjion som har ett digitalt verktyg för att främja mångfald och skapa mer inkluderande arbetsplatser. 
McPhee har tidigare varit vice ordförande i Saxo Bank, styrelseledamot i Sveriges unga akademi, styrelseledamot och vice ordförande i Svensk Försäkring, suttit i investeringskommittén i Riksbankens Jubileumsfond och suttit i investeringskommittén samt varit ordförande i Kungliga Vetenskapsakademien.

## Utmärkelser

### 2020H.M. Konungens medalj i guld av 12:e storlekeni Serafimerordens band
Förlänad H.M. Konungens medalj i guld av 12:e storleken i Serafimerordens band för betydande insatser inom svenskt näringsliv.

### 2019Sveriges mäktigaste kvinna, Styrelseproffs
Utsedd av tidningen Veckans Affärer med motiveringen "Som en av Sveriges allra tyngsta finansprofiler har hon perspektiv långt bortom siffrorna. Nu vill hon leda företagen rätt genom att förändra i grunden och skapa mervärde för både kunder och samhälle."2015 Tredje Miljömäktigaste
Utsedd av tidningen Miljöaktuellt med motiveringen; "Som vd för SPP har Sarah McPhee varit drivande bakom försäkringsjättens gröna omställning. SPP har infört hållbarhetskriterier i hela fondutbudet och själv har Sarah McPhee tydligt visat att hon ser klimatarbetet som en självklar del av affären".

### 2013 Årets chef
Utsedd av tidningen Chef med motiveringen; “För att hon är lekfull och värderingsstyrd, innovativ och reflekterande. Hon är tydlig med vart hon och företaget är på väg. Hon har en unik förmåga att hitta talangerna i sin organisation. Sarah McPhee har förnyat ledarskapet i en av tradition trögrörlig bransch”.

### 2012 Årets VD
Grant Thornton Prize, utsedd av ledarskapssidan Motivation med motiveringen; "Årets vd för mellanstora bolag har vänt resultatet från rött till svart utan att tappa fokus på hållbarhet. Investeringar sker med CSR-perspektiv och varumärket har därmed utvecklat en naturlig koppling till ett ansvarsfullt företagande. För 14:e året i rad har bolaget placerat sig i absoluta toppskiktet på Down Jones Sustainability Index. Med ett kommunikativt och gott ledarskap får Årets vd medarbetarna att växa".